# 陳聲準
陳聲準（：／ Jeon Seong-jun；1967年4月19日—），大韓民國自由派政治人物。

## 生涯
1967年4月19日生於全羅北道全州市。從東安高中畢業後，他就讀全北大學法律系。在接觸光州民主化運動後，他從大學一年級就參加學生運動。之後在張永達的引介下，步入政壇。2012年的國會選舉，陳聲準被提名為比例代表第18位並當選。2016年的國會選舉轉戰地域選區首爾江西乙，但敗於金聖泰。2020年國會選舉再次挑戰，成功當選。